# Jesús Eguiguren Imaz
Jesús María Eguiguren Imaz (Aizarna, Zestoa Guipúscoa, 2 de juny de 1954) és un professor universitari, jurista i polític socialista del País Basc.

## Biografia
Doctorat en Dret, és membre del Parlament Basc pel Partit Socialista d'Euskadi (PSE) des de 1982, on va arribar a ser president de 1986 a 1990.
Va ser president del Partit Socialista d'Euskadi-Euskadiko Ezkerra des del 2002 fins al 2014 i, abans, havia estat secretari general del mateix partit a Guipúscoa. També és membre del Comitè Federal del Partit Socialista Obrer Espanyol.
El 1992 va ser condemnat judicialment per haver maltractat físicament la seva dona, raó per la qual va dimitir el mateix any com a vicepresident de la Cambra basca.
Jesús Eguiguren va participar –i va ser clau– en els contactes previs que el PSE-EE va realitzar amb membres de Batasuna iniciats en 2002, sent llavors president del Govern José María Aznar i que posteriorment, amb la presidència del Govern del PSOE de José Luis Rodríguez Zapatero, van portar a la declaració d'alto-el-foc permanent d'ETA i l'anomenat procés de pau. Aquest alto-el-foc es va encallar i en la pràctica es va trencar amb l'atemptat de la Terminal 4 de Barajas, realitzat per ETA mentre mantenia la treva, i encara que després es van mantenir algunes converses més sense aconseguir canalitzar el procés, ETA va declarar, en un comunicat al juny de 2007, que reiniciava la seva activitat. Després de les Eleccions al Parlament Basc de 2009, és president del grup parlamentari socialista al Parlament Basc.

## Publicacions
Ha publicat alguns assaigs polítics: El PSOE en el País Vasco, 1886-1986, Euskadi, tiempo de conciliación, El socialismo vasco y la izquierda vasca, 1886-1994, Los últimos españoles sin patria (y sin libertad), i La crisis vasca. Entre la ruptura y el diálogo.